# Kamnolom dinozavrov Altamura
Kamnolom dinozavrov v Altamuri, znan tudi kot cava dei dinosauri ali cava Pontrelli, je znanstveno zanimivo območje na podeželju mesta Altamura v Italiji, kjer so našli okoli 4000 odtisov dinozavrov (po drugih virih jih je veliko več kot 4000). Prvotno je bil zapuščen kamnolom na območju z imenom Pontrelli na "Via Santeramo", kjer so nekoč pridobivali nekakšno karbonatno kamnino, znano kot calcare di Altamura. Prvotno je pripadal družini De Lucia, po nekaj spremembah lastništva pa so ga leta 2016 razlastili. Zdaj pripada občini Altamura zaradi izjemne znanstvene pomembnosti odkritja.

## Zgodovina odkritja
Odtise dinozavrov sta 10. maja 1999 po naključju odkrila pomorska geologa z Univerze v Anconi, Michele Claps in Massimo Sarti, medtem ko sta izvajala raziskavo v imenu podjetja Tamoil. Kmalu zatem je območje preiskal italijanski paleontolog in ihnolog Umberto Nicosia, ki je potrdil pristnost odkritja in leta 1999 na podlagi raziskav znotraj kamnoloma in skupaj z drugimi sodelavci predstavil novo ihtio vrsto, ki je dobila ime Apulosauripus. Federicianus in se nanaša na ankilosauroida dolgega 5–6 metrov. 

## Značilnost
Podnebje obdobja, v katerega segajo odtisi stopal (zgornja kreda, pred 90-65 milijoni let), je bilo zelo drugačno od današnjega. Podnebje je bilo nekako podobno današnjim Bahamom, vodostaj pa je bil verjetno plitev. Po najnovejših teorijah je do fosilizacije odtisov prišlo zaradi občasnega dviganja in padanja morske gladine (plime), kar je omogočalo, da so blato teptale različne vrste dinozavrov. Odtise stopal je nato utrdil pojav diageneze in so jih ob vrnitvi vode prekrili s karbonatnimi kamninami (nastalimi iz drobcev školjk in mikroorganizmov). Slednji je nato zakril luknje odtisov in jih tako fosiliziral.
Odkritje odtisov je osvetlilo nekatera bistvena paleografska vprašanja o podnebju in razmerah takratnega ozemlja. Današnja dežela Apulija je bila »rt afriške celine« in njena »paleografska domena« je znana kot »apulijska karbonatna platforma«; zaradi prisotnosti odtisov dinozavrov različnih vrst v tej regiji, območje nikoli ne bi moglo biti, kot je bilo predhodno domnevno, skoraj v celoti prekrito z vodo. 

## Stopinje
Odtisi stopal so različnih vrst dinozavrov, ki so bili večinoma rastlinojedi, čeprav je nekaj sledi tudi mesojedih dinozavrov. Odtisov je približno 4000 in so od približno dvesto dinozavrov, ki pripadajo vsaj petim različnim vrstam. Velikost odtisov se giblje od 15 do 40–45 cm. Italijanski paleontolog in ihnolog Umberto Nicosia jih je opisal kot »najpomembnejše italijansko ali celo evropsko najdišče, tako za paleobiogeografijo kot ihnologijo«. 